# Katrin Bibiella
Katrin Bibiella (* 9. Oktober 1964 in Weimar) ist eine deutsche Kirchenmusikerin, Literaturwissenschaftlerin und Autorin.

## Leben und Wirken
Bibiella studierte nach einer Gärtnerlehre mit Abitur von 1984 bis 1989 Kirchenmusik mit den Hauptfächern Orgel und Klavier an der Hochschule für Musik und Theater „Felix Mendelssohn Bartholdy“ Leipzig bei Hannes Kästner, Hans Otto und Dietmar Nawroth; Abschlüsse: A-Examen, Diplom-Organistin, Pädagogin für Klavier. Von 2000 bis 2002 studierte sie in einem Meisterstudiengang bei Hans-Ola Ericsson und Harald Vogel an der Hochschule für Künste Bremen, den sie mit dem Konzertorganistendiplom abschloss. Überdies studierte sie von 1990 bis 1996 an den Universitäten in Bielefeld und Mainz Allgemeine und vergleichende Literaturwissenschaft, Philosophie und Geschichte. 2003 wurde sie mit der Arbeit Bilder für eine Ästhetik der Gegen-Schöpfung: Peter Huchel und René Char promoviert.
Seit 1986 ist sie als Kirchenmusikerin zunächst in Leipzig, dann in Herford, seit 1992 in Oppenheim und seit 1999 zudem in Nierstein am Rhein tätig. Konzerteinladungen führten sie an bedeutende Orgeln in ganz Deutschland und im europäischen Ausland. Zusammen mit ihrem Mann Ralf Bibiella, Kirchenmusiker der Katharinenkirche in Oppenheim, transkribierte sie Orchesterwerke für Orgelduo, u. a. Gustav Mahlers 9. Sinfonie und Johann Sebastian Bachs 5. Brandenburgisches Konzert, die das Paar auf der Woehl-Orgel in Oppenheim aufführte und auf CD produzierte. Die Mahler-Einspielung wurde 2020 für den Deutschen Schallplattenpreis nominiert. Zur Musik Gustav Mahlers entwickelte Bibiella auch eine Dichtung, die im Begleitheft zur CD publiziert wurde.
Von 2005 bis 2012 leitete Bibiella in Kooperation mit der Lenz-Stiftung Mainz das Literaturprojekt „Das vergessene Wort. Vom Reichtum der deutschen Sprache“ an Gymnasien in Deutschland. In enger Verwobenheit mit der Musik und ihren Erfahrungen als ausübende Musikerin entwickelt sie eine Poesie, die seit 2014 in mehreren Gedicht-Bänden publiziert vorliegt.

## Veröffentlichungen

### Bücher
- Bilder für eine Ästhetik der Gegen-Schöpfung: Peter Huchel und René Char (Komparatistik im Gardez!; Bd. 3). Zugl.: Mainz, Univ., Diss., 2003. Sankt Augustin: Gardez!-Verlag, 2003, ISBN 3-89796-107-5.
- Briefe. Zeugnisse deutscher Sprachkultur von den Anfängen bis zur Gegenwart. Verlag: Dr.-Ing.-H.-J.-Lenz-Stiftung, 2013, ISBN 978-3-938088-35-7.
- Atmende Umarmung. Gedichte. Athena-Verlag, Oberhausen, 2014, ISBN 978-3-89896-577-4.
- Der Geiger in der Woge. Gedichte. Athena-Verlag, Oberhausen, 2016, ISBN 978-3-89896-648-1.
- Raue Nächte. Gedichte. Mit einer Radierung von Horst Hussel. quartus-Verlag, Bucha bei Jena, 2017, ISBN 978-3-943768-77-0.
- September. Gedichte. Mit vier Graphiken von Andrea Lange. Sonnenberg-Presse, Kemberg, 2019.
- Seele ist ein gesungenes Wort. Der lyrische Tenor Fritz Wunderlich. Gedichte. Athena-Verlag, Oberhausen, 2020, ISBN 978-3-7455-1093-5.
- Alles Flüchtige. Gedichte. Athena-Verlag, Oberhausen, 2021, ISBN 978-3-7455-1100-0.
- Dem Regen lauschen. Gedichte. aquinarte-Verlag, Kassel, 2021, ISBN 978-3-933332-10-3.
- Windgetragen flügelleicht. Vom Wunder der Pflanzensamen. Gedichte, zusammen mit Marie-Luise Frey, Zeichnerin. Athena-Verlag, Oberhausen, 2022, ISBN 978-3-7455-1119-2.

Herausgaben
- Das vergessene Wort: Vom Reichtum der Deutschen Sprache. Verlag: Dr.-Ing.-H.-J.-Lenz-Stiftung, 2006, ISBN 3-938088-07-9.
- Das vergessene Wort II: vom Reichtum der deutschen Sprache. Verlag: Dr.-Ing.-H.-J.-Lenz-Stiftung, 2007, ISBN 978-3-938088-08-1.
- Das vergessene Wort III: Vom Reichtum der deutschen Sprache. Verlag: Dr.-Ing.-H.-J.-Lenz-Stiftung, 2008 ISBN 978-3-938088-17-3.
- Das vergessene Wort IV: Vom Reichtum der deutschen Sprache. Verlag: Dr.-Ing.-H.-J.-Lenz-Stiftung, 2010, ISBN 978-3-938088-25-8.
- Das vergessene Wort V: Vom Reichtum der deutschen Sprache. Verlag: Dr.-Ing.-H.-J.-Lenz-Stiftung, 2012, ISBN 978-3-938088-30-2.
- Das vergessene Wort VI: Vom Reichtum der deutschen Sprache. Verlag: Dr.-Ing.-H.-J.-Lenz-Stiftung, 2012, ISBN 978-3-938088-32-6.

### Tondokumente
- Die Woehl-Orgel der Katharinenkirche zu Oppenheim: Darin enthalten: Marcel Dupré: Trois Prélude et fugues Opus 7
- Orgel-Transkriptionen: Bach: Brandenburgisches Konzert Nr.5, Reger: Mozart-Variationen, Mozart: Fantasie in f KV 608, bearbeitet für Orgelduo zusammen mit Ralf Bibiella. IFO Classics  00619. 2017.
- Gustav Mahler: Symphonie Nr.9. Transkription für Orgelduo. Katrin und Ralf Bibiella an der Woehl-Orgel in St. Katharinen, Oppenheim. Mit einer Dichtung zur Symphonie von Katrin Bibiella. Ambiente Audio Nr. 2039. 2019.